# Horké léto
Horké léto je česká adventura z roku 1998. Jednalo se o nejprodávanější českou hru roku. Vytvořilo ji studio Maxon a distribuovalo JRC. Celá hra je nadabovaná bavičem Zdeňkem Izerem. Další dva díly již vytvořilo Centauri Production.

## Zpracování
Hra je naprogramovaná pro MS-DOS v rozlišení 640x480 a obsahuje 43 herních obrazovek. Horké léto je klasická point and click adventura. Hra se ovládá myší, přičemž hráč hledá a sbírá různé předměty a ty jinde využije, aby se dostal dál. Předměty se ukládají do inventáře, a tam je může i vzájemně použít, aby vznikl nový předmět.

## Příběh
Hlavní postavou je Honza Majer z Prahy, který se na začátku hry představí se slovy: „Jsem obyčejnej kluk. Kluci mi říkaj Rambo a holky kreténe. Jinak jsem Majer. Honza Majer“. Jeho otec je profesor botaniky a vydá se spolu se svou rodinou, včetně Honzy, na jeden ostrov v Pacifiku studovat místní flóru. Rodina je však zajata lidožrouty, a tak je Honza, který se zrovna schovával před prací v pralese, musí zachránit.

## Přijetí
Hra byla hodnocena časopisem Level 70 % a časopisem Score také 70 %.

## Pokračování
Druhý díl Horké léto 2 vyšel roku 1999, dabing znovu obstaral Zdeněk Izer a také Miluše Bittnerová. Odehrává se v 19. století na divokém západě. Indiánský kmen Hatanapalatů má problémy s bandou Jednookého Dinga, šaman Orlí Tě-Péro chce tedy přivolat silného a chytrého spasitele z budoucnosti, místo toho však přivolá Honzu Majera, který zrovna stál vedle něho. Honza Majer poté hledá indiánský artefakt „purpurový salamandr“ a poklad šerifa Bena.
Třetí díl Žhavé léto 3 a 1/2 vyšel v roce 2005, na dabingu tentokrát spolupracovali Josef Carda, Petr Jablonský a Zuzana Kajnarová. Roku 1925 ve Spojených státech hlavní hrdina Johnny Majer zdědil po zemřelém strýci prosperující kasino, mafiáni ho však o něj chtějí připravit. Byl také přeložený do angličtiny, španělštiny, francouzštiny a němčiny pod názvem Evil Days of Luckless John (Zlé dny smolného Johna) a do ruštiny pod názvem Сорвать куш (Rozbít jackpot).